# سورجيسفير
سورجيسفير (بالإنجليزية: Surgisphere)‏ هي شركة أمريكية تعمل على تحليل البيانات الصحية المجهولة المصدر من المرضى في العديد من المستشفيات؛ تأسست الشركة في عام 2008 في شيكاغو ومقرها في إلينوي من قبل الجراح سابان ديساي.
في عام 2020، خضعت الشركة للتدقيق بعد أن قدمت مجموعة بيانات ضخمة عن مرضى فيروس كورونا والتي تبين لاحقًا أنها غير موثوقة علميا. تسببت البيانات في فضيحة مدوية لدى الأقطاب العلمية بعد أن نشرت كدراسات علمية موثوقة في مجلتين مرموقتين في مايو 2020 هما ذا لانسيت ونيو إنغلاند جورنال أوف ميديسين، أشارت الدراسات في مضمونها إلى أن المرضى الذين استخدموا عقار هيدروكسي كلوروكوين لديهم «خطر أعلى بكثير للوفاة».
على ضوء هذه الدراسات، قررت منظمة الصحة العالمية وقف التجارب العالمية لعقار هيدروكسي كلوروكوين لعلاج فيروس كورونا. لكن بعد سحب الدراسات، استأنفت منظمة الصحة العالمية تجاربها في هذا الصدد.